# Sterno

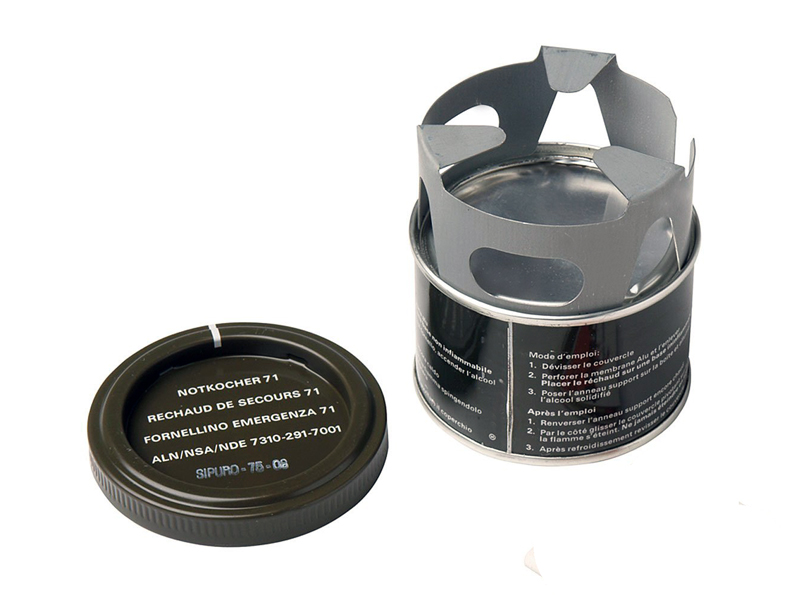
De las Fuerzas Armadas Suizas.

El Sterno es una marca de alcohol desnaturalizado en venta enlatada principalmente para su uso en bufé. Tiene como denominación genérica en inglés canned heat (es decir calor enlatado), con combustible compuesto de etanol y alcohol gelatinoso. Fue creado en 1920 para que ardiera en la propia lata en la que venía envasado.

## Descripción
Por su función tipo hornillo, el Sterno es usado en el hogar para fondue y como combustible para mantener platos calientes y como fuente de calor de emergencia. También es un combustible popular para usar con juguetes y maquetas de vapor y otros motores de combustión externa.